# Fredrik Magnus Piper
Fredrik Magnus Piper (* 1746; † 1824) war ein schwedischer Architekt am Hofe Gustavs III.

## Hintergrund und Ausbildung
Fredrik Magnus Piper entstammte einem Adelsgeschlecht, das ursprünglich aus Lübeck nach Schweden kam. Piper war der maßgebende Vertreter der Landschaftsarchitektur seiner Zeit in Schweden. Er war der erste richtig ausgebildete Gartenarchitekt in seinem Land. Seine Ausbildung erhielt er zwischen 1773 und 1780 während der Studienreisen hauptsächlich in Frankreich, Italien und England. In England arbeitete er zeitweise beim schottischen Architekten William Chambers, dem Planer von Kew Gardens in London. Der Englische Landschaftspark mit seinen organischen, bewahrenden Formen, der zu dieser Zeit höchste Mode in Europa war, beeindruckte Pieper zutiefst. Von seinen Reisen brachte er eine große Anzahl Skizzen und Zeichnungen mit nach Hause und er war es, der die Idee des Englischen Landschaftsparks in Schweden einführte.

## Leben und Werk

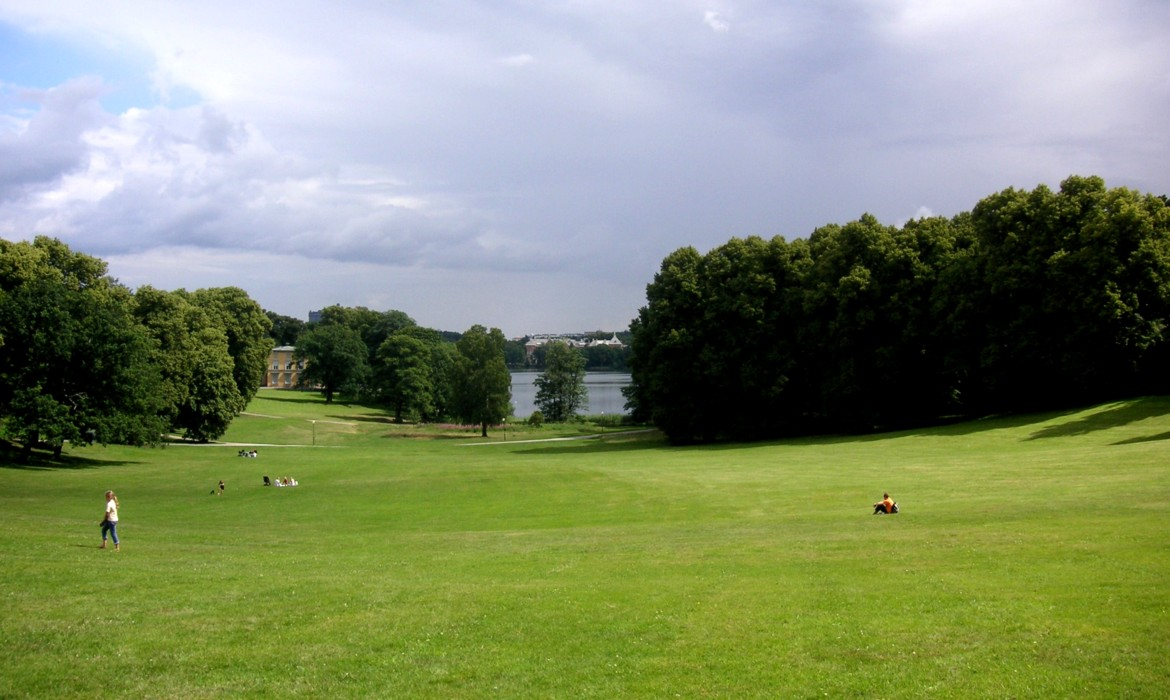
Der Hagapark mit der pelouse (großen Wiese) zum See Brunnsviken hin im Sommer 2007

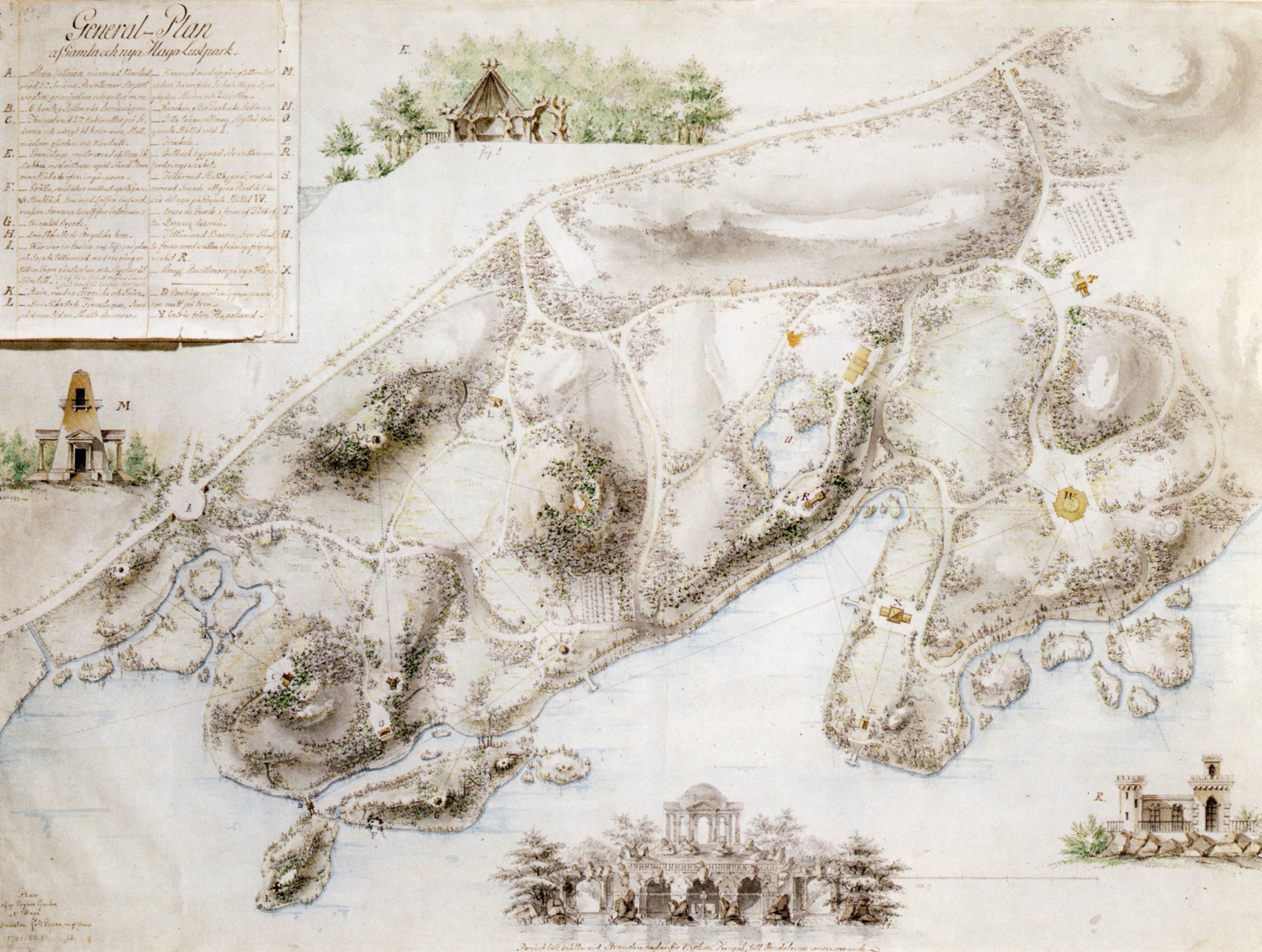
F.M. Pipers Generalplan für den Hagaparken von 1781

Der schwedische König Gustav III. war angetan vom Englischen Garten und machte Piper zu seinem Hofarchitekten, verantwortlich für die königlichen Lustgärten. Im Jahre 1781 präsentierte Piper einen Generalplan für einen Englischen Park, den Hagapark, in der Gemeinde Solna bei Stockholm. Die Gestaltung des Hagaparks wurde vollständig nach seinen Plänen durchgeführt und ist heute ein beliebtes Ausflugsziel. 1777 bekam Piper den Auftrag, den Barockgarten von Schloss Drottningholm mit einem Englischen Park nach Norden hin zu erweitern. 1786 wurde der Türkische Kiosk nach seinen Plänen im Hagapark errichtet. Zu weiteren Arbeiten gehören u. a. der unvollendete Tivoliparken am See Brunnsviken bei Stockholm von 1786, der Bellevueparken im Norden Stockholms, der Englische Park bei Forsmarks Eisenhütte sowie die Villa Liston Hill im Neoklassizismus auf Djurgården in Stockholm von 1791. Im Jahre 1799 wurde Piper zum Direktor der Bauschule an der Kungliga Akademien för de fria konsterna (königliche Akademie der freien Künste) in Stockholm ernannt.
Heute erinnern ein Park und eine Straße in der Gemeinde Solna, die seinen Namen tragen, an Fredrik Magnus Piper.